# The Onedin Line
The Onedin Line er en BBC dramaserie der kørte fra 1971 til 1980.